# Mermaid Forest
Русалочий цикл (яп. 人魚シリーズ Нингё Сири:дзу) — трёхтомная манга японской мангаки Румико Такахаси, философская притча по мотивам традиционных японских сказок и легенд о цене, которую готов заплатить человек за бессмертие. Две главы манги, «Лес русалок» и «Шрам русалки», были адаптированы в OVA. Позже все истории, кроме одной, были объединены в аниме-сериал.

## Общий сюжетный фон
Легенды гласят, что тот, кто поест мяса русалки, станет бессмертным и обретёт вечную молодость… или превратится в монстра.
Бессмертные Юта и Мана бродят по Японии, встречая тех, кто, подобно им, обрёл бессмертие, и тех, кому не повезло.

## Основные Персонажи

Мана и Юта путешествуют по Японии

Юта (яп. 湧太 Ю:та) — бессмертный, живущий на земле вот уже 500 лет. Когда-то он был рыбаком, и, поймав с товарищами русалку, как и они, отведал её плоти. Из всех только он один выжил и получил бессмертие — остальные умерли, отравившись, или превратились в чудовищ. Вернувшись в деревню, он вспомнил об этом случае только когда осознал, что, хотя его жена стареет, он сам с того дня совершенно не изменился. Желая снова стать смертным, он ушёл из деревни в поисках русалок, но отказался от этой мысли, встретив Ману. При этом порой, по старой памяти, вздыхает о том, что хотел бы избавиться от бессмертия, однако каждый раз, когда его собираются убить, не даёт этого сделать.
Сэйю: Коити Ямадэра
Мана (яп. 真魚) — бессмертная, которую спас Юта. Она была похищена в юном возрасте и содержалась в колодках похитителями — группой женщин. В 15 лет её накормили мясом русалки, которое она признала очень вкусным. С тех пор ей всегда пятнадцать, и она слабее большинства взрослых. Отличается весёлым жизнерадостным характером, любит кошек и маленьких детей и не собирается отказываться от бессмертия и вечной юности.
Сэйю: Минами Такаяма

## Истории

Това с её собакой-монстром

Порядок некоторых историй в манге и сериале не совпадает, также не совпадают некоторые английские названия историй в сериале и манге
том 1 «Лес русалок»
- «Русалки не смеются» (яп. 人魚は笑わない Нингё ва вараванай) (A Mermaid Never Smiles/Mermaid’s Smile (Улыбка Русалки) — 1 серия сериала (Mermaid Forest: A Mermaid Never Smiles)

В этой истории цикла рассказывается о встрече главных героев — Юты и Маны. Встреча эта происходит в странной затерянной деревеньке, где группа похожих друг на друга женщин держит Ману взаперти, и куда Юта приходит, чтобы спросить дорогу.
- «Деревня воюющих рыб» (яп. 闘魚の里 То:гё но сато) (The Village of Fighting Fish/Mermaid’s Village (Деревня Русалок) — 2-3 серии сериала (Mermaid Forest: The Village of Fighting Fish)

Воспоминания Юты о деревне рыбаков, иногда промышляющих пиратством, неподалёку от которых находится другая группа пиратов, ищущих русалку.
- «Лес русалок» (яп. 人魚の森 Нингё но мори) — 4-5 серии сериала (Mermaid Forest: Mermaid’s Forest) + OVA Mermaid’s Forest

История двух сестёр-близнецов, одна из которых предложила другой выпить кровь русалки, отчего выпившая хоть и обрела бессмертие и вечную молодость, но медленно превращается в монстра и каждую ночь ей снится кошмар, что она полностью превратилась в чудовище.
том 2 «Шрам русалки»
- «Конец сна» (яп. 夢の終わり Юмэ но овари) (The End of the Dream/Mermaid’s Dream (Сон Русалки) — 6 серия сериала (Mermaid Forest: The End of the Dream)

История рыбака, съевшего мясо русалки и утратившего человеческий облик, к которому иногда возвращается человеческое сознание, в моменты же помутнения он убивает всё что попадётся.
- «Обещанное завтра» (яп. 約束の明日 Якусоку но асита) (The Promised Tomorrow/ Mermaid’s Promise (Обещание Русалки) — 10-11 серии сериала (Mermaid Forest: The Promised Tomorrow)

Богатый старик с замашками бандита держит взаперти в особняке вечно юную бессмертную, которая любила Юту 60 лет назад. Юта же читает её погибшей.
- «Шрам русалки» (яп. 人魚の傷 Нингё но кидзу) — 12-13 серии сериала (Mermaid Forest: Mermaid’s Scar) + OVA Mermaid’s Scar

История бессмертного маленького мальчика и бессмертной, у которой после того, как она однажды полностью сгорела, раны стали заживать дольше.
том 3 «Взгляд русалки»
- «Принцесса пепла»[1] (яп. 舎利姫 Сярихимэ) (Sacred Bone Princess (Принцесса Священной Кости)/The Ash Princess (Принцесса Пепла) — 7 серия сериала (Mermaid Forest: Sacred Bone Princess)

Воспоминание Юты времён Токугавы Иэясу (первые годы после смерти Тоётоми Хидэёси) о том, как священник с криком «Изыди!» пытается убить бессмертную маленькую девочку, которая оказывается единственной дочерью некроманта.
- «Взгляд якши»[2] (яп. 夜叉の瞳 Яся но хитоми) (Mermaid’s Gaze) — не экранизирована

История брата и сестры, рассказывающая о том, как сестра, не выдержав садистских наклонностей своего психически больного брата, решила отравить его и себя. Но яд, который она использовала, оказался мясом русалки, и в результате брат обрёл бессмертие, а сестра впала в вечную кому на грани жизни и смерти.
- «Последнее лицо» (яп. 最後の顔 Сайго но као) (The Final Face/Mermaid’s Mask (Маска Русалки) — 8-9 серии сериала (Mermaid Forest: The Final Face)

История о матери, которая при разводе, боясь потерять сына, решила съесть вместе с ним мясо русалки.